# Libro giornale

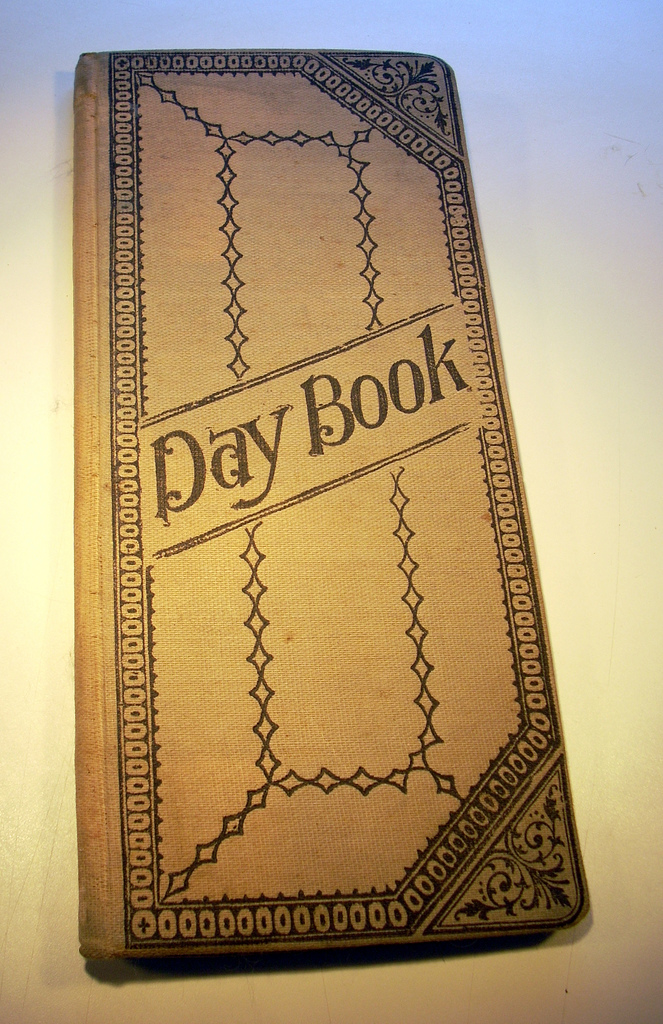
Esempio di libro giornale del XIX secolo

Il libro giornale, in ragioneria,  è uno dei libri di contabilità obbligatori per legge, prescritto dall'art. 2214 del codice civile.
Il libro giornale deve essere tenuto e conservato a norma di legge da parte di tutti gli imprenditori commerciali non piccoli, a prescindere dalla scelta degli stessi di aderire a regimi semplificati di contabilità (art. 18 D.P.R. 600/72) ai soli fini tributari.
In caso di fallimento dell'impresa commerciale, l'assenza delle scritture contabili obbligatorie ai sensi del Codice Civile, può integrare una delle fattispecie indicate dall'art. 217 Legge Fallimentare, a prescindere dalla tenuta ordinata dei libri tributari a fini I.V.A.

## Contenuto
Esso contiene le registrazioni di tutti i movimenti contabili di una ditta. Esistono vari modi di effettuare queste registrazioni, ma attualmente quello più usato è la partita doppia.
Semplificando al massimo, si può definire la partita doppia come un infinito insieme di scambi tra le attività e le passività dell'azienda. Ad esempio, quando si acquista della merce, lo scambio avviene tra il magazzino (che cresce) e la cassa (che cala); quando si paga un mutuo, lo scambio è tra il calo delle disponibilità bancarie e l'alleggerimento del debito, ecc.

## Registrazione
La registrazione che si deve fare nel libro giornale è solo l'indicazione delle attività e delle passività che variano  per un dato importo. Quando il libro giornale viene compilato a mano, si scrive per l'acquisto di una merce “Merce a Cassa per (importo)”, il che significa che l'azienda possiede più merce e meno contanti per lo stesso importo indicato. Nel contempo il contabile deve registrare il movimento anche nel libro mastro che è una raccolta di conti, dove ogni conto rappresenta appunto una voce delle attività o delle passività della ditta.
Nell'esempio suddetto doveva registrare un'entrata nel conto merce ed un'uscita nel conto cassa.

## Redazione
Il libro giornale era un “bollato”, cioè ogni suo foglio doveva essere bollato ufficialmente prima di venir usato. Ne consegue che non vi dovevano risultare correzioni o manomissioni. Finché lo si compilava a mano, l'unica correzione possibile di una scrittura era la registrazione della stessa "al contrario", ponendo i conti inizialmente in dare in avere, e i conti inizialmente in avere in dare, e scrivendo come descrizione, ad esempio, "annullamento scrittura"; successivamente veniva riscritta nel modo corretto.
Oggi il libro giornale viene redatto con il computer e le registrazioni contemporanee nei relativi conti avvengono automaticamente. In pratica, anche molti degli altri dati richiesti dalla legge per le registrazioni, vengono gestiti dal computer, come  la data, la corretta denominazione del conto, la opportuna descrizione dell'operazione, la coerenza dell'importo ecc. È per questo che la contabilità è stata tra le prime attività a servirsi degli elaboratori che hanno eliminato molte delle possibilità di errore umano prima esistenti. Oggigiorno infatti, grazie alla tecnologia informatica, il libro giornale viene redatto con programmi specifici, e questo permette di effettuare correzioni (ed integrazioni) finché non si procede alla stampa "in definitivo" del libro giornale.

## Legge italiana
Non vige più l'obbligo di vidimazione ma devono essere applicate due marche da bollo ogni cento pagine se si tratta del libro giornale di una società di persone o di una ditta individuale, una marca da bollo ogni cento pagine se si tratta di una Società di capitali (in quanto queste ultime versano già ogni anno a marzo la tassa vidimazione libri sociali alla Camera di Commercio).
Attualmente, per le stampe relative all'anno di imposta 2012, l'importo della singola marca è pari ad euro 16,00; è importante ricordare che le marche da utilizzare sono quelle nuove autoadesive che hanno la banda con il codice a barre e data-ora di stampa.
Il libro giornale deve essere stampato (o conservato in modalità elettronica secondo le disposizioni della Deliberazione CNIPA 11/2004) entro tre mesi dal termine per la presentazione della dichiarazione annuale sui redditi.

## Riferimenti normativi
- Art. 2214 e succ. del Codice civile italiano
- Art. 634 del Codice di procedura civile
- Artt. 13-22 del Decreto del Presidente della Repubblica 29 settembre 1973, n. 600 - Disposizioni comuni in materia di accertamento delle imposte sui redditi.